# Metacynorta gracilipes
Metacynorta gracilipes is een hooiwagen uit de familie Cosmetidae.